# Бенуазе
Бенуазе́ (фр. Benoisey) — коммуна во Франции, находится в регионе Бургундия. Департамент коммуны — Кот-д’Ор. Входит в состав кантона Монбар. Округ коммуны — Монбар.
Код INSEE коммуны — 21064.

## Население
Население коммуны на 2010 год составляло 77 человек.
| 1962 | 1968 | 1975 | 1982 | 1990 | 1999 | 2010 |
| ---- | ---- | ---- | ---- | ---- | ---- | ---- |
| 114  | 90   | 76   | 81   | 88   | 72   | 77   |

## Экономика
В 2010 году среди 48 человек трудоспособного возраста (15—64 лет) 36 были экономически активными, 12 — неактивными (показатель активности — 75,0 %, в 1999 году было 65,3 %). Из 36 активных жителей работали 35 человек (19 мужчин и 16 женщин), безработным был 1 мужчина. Среди 12 неактивных 2 человека были учениками или студентами, 6 — пенсионерами, 4 были неактивными по другим причинам.